# 是久幸彦
是久 幸彦（これひさ ゆきひこ、1943年9月2日 - ）は、元プロ野球選手。ポジションは内野手。

## 来歴・人物
法政二高では三塁手として甲子園に3回出場。2年生の時、七番打者として1960年夏の選手権にエース柴田勲を擁し出場。順調に勝ち進み決勝では静岡高に3-0で完封勝利、初優勝を飾る。翌1961年春の選抜では四番打者に座り、決勝で高松商を4-0で降し、前年からの夏春連覇を達成する。法政二高は同年夏の選手権にも出場。準決勝で、これまで甲子園で2勝している因縁の浪商と対決、柴田と尾崎行雄との投手戦となり、延長11回の熱戦の末2－4で敗退した。甲子園通算52打数17安打8打点。柴田以外のチームメートに同期の的場祐剛中堅手（大洋）、1年下には後に日本人初のメジャーリーガーとなる村上雅則が控え投手として出場していた。
1962年には鳴り物入りで東映フライヤーズに入団する。しばらくは二軍暮らしが続くが、1963年から2年連続でジュニアオールスターにも選出される。翌年には一軍に上がり、1966年には73試合に出場する。1967年もシーズン終盤の10月には全試合先発出場するが、打撃面で実績を残せず、同年限りで一度引退。
1969年、中南米で新規に発足した国際的プロ野球リーグである「グローバルリーグ」の東京ドラゴンズに、森徹、矢ノ浦国満らと共に参加するが、同リーグは財政問題で破綻し、半年で解散を余儀なくされ帰国した。
その後、サラリーマンとなり1984年店舗設計施工のアスク企画に入社、営業部長となる。

## 詳細情報

### 年度別打撃成績
| 年 度     | 球 団     | 試 合 | 打 席 | 打 数 | 得 点 | 安 打 | 二 塁 打 | 三 塁 打 | 本 塁 打 | 塁 打 | 打 点 | 盗 塁 | 盗 塁 死 | 犠 打 | 犠 飛 | 四 球 | 敬 遠 | 死 球 | 三 振 | 併 殺 打 | 打 率 | 出 塁 率 | 長 打 率 | O P S |
| --------- | --------- | ----- | ----- | ----- | ----- | ----- | -------- | -------- | -------- | ----- | ----- | ----- | -------- | ----- | ----- | ----- | ----- | ----- | ----- | -------- | ----- | -------- | -------- | ----- |
| 1964      | 東映      | 5     | 5     | 5     | 0     | 1     | 0        | 0        | 0        | 1     | 1     | 0     | 0        | 0     | 0     | 0     | 0     | 0     | 0     | 0        | .200  | .200     | .200     | .400  |
| 1966      | 東映      | 73    | 76    | 67    | 5     | 15    | 3        | 1        | 0        | 20    | 5     | 1     | 0        | 1     | 0     | 7     | 0     | 1     | 8     | 2        | .224  | .307     | .299     | .605  |
| 1967      | 東映      | 42    | 54    | 48    | 2     | 10    | 2        | 0        | 0        | 12    | 1     | 0     | 0        | 1     | 1     | 3     | 0     | 1     | 10    | 1        | .208  | .269     | .250     | .519  |
| 通算：3年 | 通算：3年 | 120   | 135   | 120   | 7     | 26    | 5        | 1        | 0        | 33    | 7     | 1     | 0        | 2     | 1     | 10    | 0     | 2     | 18    | 3        | .217  | .286     | .275     | .561  |

### 背番号
- 5 （1962年 - 1965年）
- 13 （1966年 - 1967年）
- 41 （1967年）